# Thomas Koch
Thomas Koch, född 17 augusti 1983 i Klagenfurt, Österrike, är en österrikisk professionell ishockeyspelare som spelar för EC KAC i Österrikiska ishockeyligan. Koch har tidigare spelat två säsonger för Luleå HF.

## Klubbar
- EC KAC Moderklubb–2004, 2011–
- Luleå HF 2004–2006
- EC Red Bull Salzburg 2006–2011